# Eupatorium petaloideum
Eupatorium petaloideum là một loài thực vật có hoa trong họ Cúc. Loài này được Britton ex Small mô tả khoa học đầu tiên.